# .bn
.bn je internetová národní doména nejvyššího řádu pro stát nebo území Sultanát Brunej.